# Венское
Ве́нское — село в Ногликском городском округе Сахалинской области России, в 17 км от районного центра.

## География
Находится на берегу Ныйского залива. 

## Население
| 2002 | 2010 | 2021 |
| ---- | ---- | ---- |
| 15   | ↘3   | ↗5   |

По переписи 2002 года население — 15 человек (10 мужчин, 5 женщин). Преобладающая национальность — нивхи (93 %).